# Acacia huarango
Acacia huarango är en ärtväxtart som beskrevs av James Francis Macbride. Acacia huarango ingår i släktet akacior, och familjen ärtväxter. Inga underarter finns listade i Catalogue of Life.